# 솔로몬날여우박쥐
솔로몬날여우박쥐(Pteropus rayneri)는 큰박쥐과에 속하는 박쥐의 일종이다. 왕박쥐속에 포함되며, 솔로몬 제도의 토착종이다. 개체수의 풍부함은 1980년대의 대규모 개체 격감을 포함하여 일반적으로 알려지지 않은 원인에 의한 주기적인 개체 격감을 통해 나타난다. 사냥이 개체수를 심각하게 위협할 수 있다.